# Hainrode (Bleicherode)
Hainrode (do 31 grudnia 2018 Hainrode/Hainleite) – dzielnica miasta Bleicherode w Niemczech, w kraju związkowym Turyngia, w powiecie Nordhausen. Do 31 grudnia 2018 jako samodzielna gmina wchodziła w skład wspólnoty administracyjnej Hainleite.